# Cees Honig
Cornelis Adriaan (Cees) Honig (Koog aan de Zaan, 15 maart 1917 - Utrecht, 28 september 2007) was een verzetsstrijder in de Tweede Wereldoorlog en later plastisch chirurg en hoogleraar.

## Biografie
Cees Honig wordt geboren als zoon van Adriaan Nicolaas Honig (1887-1950) en Catharina Hermana Coninck Westenberg (1890-1957).
Hij groeit op in Hilversum en is het tweede kind in een gezin van zeven kinderen.
Na de middelbare school gaat Honig in 1936 geneeskunde studeren in Utrecht. Tijdens zijn studententijd sluit zich, onder andere na getuige geweest te zijn van deportaties, aan bij de verzetsgroep van Gerrit-Jan van der Veen.
Samen met (onder anderen) zijn toekomstige zwager (Guus Reitsma) is hij betrokken bij de aanslag op het Amsterdams bevolkingsregister in maart 1943.
Bij het afleggen van zijn artsexamen wordt hij gearresteerd en gevangengezet aan de Weteringschans. De eerder opgelegde doodstraf wordt later omgezet in 14 jaar werkstraf in Dachau. Op 29 april 1945 wordt hij daar, samen met collega-arts en mede aanslagpleger Willem Beck bevrijd en keert terug naar zijn verloofde.
Hij specialiseert zich in 1949 tot plastisch chirurg en promoveert in 1963 op het proefschrift Over pharyngoplastiek. Van 1973 tot aan zijn emeritaat in 1982 is hij hoogleraar plastische en reconstructieve chirurgie in het AZU (huidige UMCU).